# Anthophora melanognatha
Anthophora melanognatha är en biart som beskrevs av Cockerell 1911. Anthophora melanognatha ingår i släktet pälsbin, och familjen långtungebin. Inga underarter finns listade i Catalogue of Life.